# Gazprom
Gazprom (ros. ПАО «Газпром») – rosyjski koncern państwowy, największy światowy wydobywca gazu ziemnego.

## Działalność
Przedsiębiorstwo kontroluje 16 procent udokumentowanych rezerw gazu na świecie. Zatrudnia 473 800 osób (2019). Jest kluczowym dostawcą dla energetyki i odbiorców detalicznych całej Europy Środkowej i Wschodniej oraz krajów byłego ZSRR. Korzystając ze wsparcia władz rosyjskich Gazprom dąży do wzrostu swojej pozycji ekonomicznej w państwach unijnych, między innymi poprzez angażowanie we wspólne projekty europejskich koncernów gazowych.
Znaczny wpływ na ten koncern państwowy mają najwyżsi urzędnicy państwowi w Moskwie. Gazprom wszedł w skład konsorcjum Nord Stream budującego Gazociąg Północny. Z koncernem ENI powołał spółkę South Stream.
Badania z 2019 r. wskazywały, że Gazprom, z emisją 43,23 mld ton ekwiwalentu CO2 od 1965 r., był trzecią firmą pod względem wielkości emisji na świecie w tym okresie.

### Kapitalizacja koncernu
W czerwcu 2008, dzięki rekordowo wysokim cenom nośników energii, wartość rynkowa rosyjskiego koncernu wynosiła 342 mld USD. Gazprom był więc trzecim pod względem wartości rynkowej koncernem na świecie, po ExxonMobil i PetroChina. Aleksandr Miedwiediew, wiceprezes koncernu, zapowiadał osiągnięcie kapitalizacji w wysokości 1 biliona USD w 2014 r., jednak w wyniku spadku notowań na moskiewskiej giełdzie po ucieczce inwestorów zachodnich w następstwie wojny rosyjsko-gruzińskiej w sierpniu 2008, a także na skutek spadku cen ropy i gazu w obliczu światowego kryzysu gospodarczego kapitalizacja koncernu spadła jednak na koniec 2008 r. do 85 mld USD i utrzymała się na tym poziomie w pierwszym kwartale 2009, co dawało mu 35. miejsce na liście największych pod względem kapitalizacji firm świata. W 2014 wiarygodność kredytowa Gazpromu oceniana była tylko na jeden poziom powyżej poziomu spekulacyjnego, a wydobycie gazu w 2014 roku było rekordowo niskie.

### Kryzys gazowy na Ukrainie
1 stycznia 2006 r. Gazprom wstrzymał dostawy gazu dla Ukrainy.
1 stycznia 2009 r. w związku z niepodpisaniem umowy przez Ukrainę dostawy gazu zostały ponownie wstrzymane.
Z dniem 6 stycznia 2009 Gazprom odciął od dostaw surowca Chorwację, Grecję, Turcję, Bułgarię i Macedonię. Do Austrii, Węgier i Rumunii popłynęły znacznie ograniczone ilości gazu. Brak zakontraktowanych dostaw był związany z kryzysem na linii Gazprom – Naftohaz z początku 2009 r. Rosyjska spółka oskarżała Ukraińców o nielegalne odbieranie gazu i zakręcenie ¾ rurociągów, ci zaś wskazywali na nielegalne zmniejszenie z 300 do około 92 mln m³ dostaw gazu na zachód.

### Konsekwencje kryzysu w 2009 dla Polski
Polska udzieliła wsparcia Ukrainie podczas konfliktu gazowego. Po zakończeniu konfliktu i wznowieniu dostaw wykluczono z pośrednictwa obrotu gazem spółkę RosUkrEnergo, która przestała dostarczać gaz do Polski i na Węgry. W Polsce, m.in. ze względu na brak alternatywnej drogi dostaw gazu, wystąpiło obniżenie importu. Ukraińskie firmy Naftohaz, Lvivtranshaz ani Ukrtranshaz nie zareagowały na polskie problemy. Ambasador Ukrainy Ołeksandr Mocyk tłumaczył, że jego kraj nie jest stroną w stosunkach pomiędzy dostawcami i odbiorcami gazu. Gazprom w zamian za zwiększenie dostaw zaproponował zmiany w umowach zawieranych przez rządy Polski i Rosji od 1993 r. o Gazociągu Jamalskim i dostawach do Polski. W kwietniu premier Donald Tusk stwierdził, że rozmowy w sprawie kontraktu krótkoterminowego są na ukończeniu. Jednak wicepremier Pawlak nie wykluczył przedłużenia negocjacji do czerwca 2009. 1 czerwca podpisano trzymiesięczną umowę na dostawę 1,024 mld metrów sześciennych gazu.

## Sankcje
Z powodu aneksji Krymu przez Rosję Stany Zjednoczone wprowadziły sankcje dotyczące ograniczeniu finansowania dłużnego przeciwko Gazprombank.
W 2015 rząd Kanady nałożył sankcje na Gazprom w związku z poważnymi naruszeniami porządku międzynarodowego przez Rosję.
W lutym 2022 z powodu inwazji Rosji na Ukrainę Stany Zjednoczone wprowadziły sankcje przeciw Gazpromowi oraz rozszerzyły zakazy dotyczące finansowania długu Gazpromu, Gazprombanku oraz Gazprom Nieft. Następnie, w marcu 2022 roku, Unia Europejska zabroniła inwestycji w rosyjskim sektorze energetycznym w tym w Gazprom Nieft.
W 2023 odnotowano drastyczne pogorszenie kondycji finansowej spółki.

## Sponsoring
Gazprom istotnie angażuje się we wspieranie klubów, rozgrywek i imprez sportowych – zarówno w Rosji, jak i poza granicami kraju.
- Od 2005 Gazprom jest właścicielem rosyjskiego klubu piłkarskiego Zenit Petersburg.
- W październiku 2006 został głównym sponsorem niemieckiej drużyny piłkarskiej FC Schalke 04. W związku z inwazją Rosji na Ukrainę władze klubu 28 lutego 2022 ogłosiły przedterminowe zakończenie współpracy sponsorskiej z przedsiębiorstwem (podpisana w 2021 odnowiona umowa miała obowiązywać do 2025)[20][21].
- Gazprom-Jugra Surgut – rosyjski klub siatkarski
- Sojuz-Gazprom Iżewsk – rosyjski klub piłkarski
- Wołgar-Gazprom Astrachań – rosyjski klub piłkarski
- Spółka sponsoruje rozgrywki hokejowe rozgrywek Kontinientalnaja Chokkiejnaja Liga (KHL). Natomiast funkcję prezydenta ligi pełni Aleksandr Miedwiediew, zastępca prezesa Gazpromu, dyrektor generalny spółki eksportowej Gazprom Export oraz do 2011 równolegle prezes klubu SKA Sankt Petersburg[22].
- W roku 2009 był współsponsorem pierwszej rosyjskiej grupy kolarskiej zarejestrowanej w Pro Tour – Katiusza.
- W 2012 roku, Gazprom dołączył do grona firm sponsorujących piłkarską Ligę Mistrzów UEFA. W lutym 2022, po rosyjskiej inwazji na Ukrainę, umowę rozwiązano[23].
- Od 2019 roku Gazprom sponsorował FIDE[24]. W marcu 2022 roku, po Inwazji Rosji na Ukrainę FIDE wypowiedziało umowę z Gazpromem.
- W 2020 roku Gazprom był sponsorem EURO2020[25]